# David Gillick
David Gillick (Ballinteer, 9 luglio 1983) è un velocista irlandese.

## Palmarès
| Anno | Manifestazione    | Sede       | Evento      | Risultato  | Prestazione | Note             |
| ---- | ----------------- | ---------- | ----------- | ---------- | ----------- | ---------------- |
| 2002 | Mondiali juniores | Kingston   | 4 × 400 m   | Batteria   | 3'13"45     |                  |
| 2003 | Europei under 23  | Bydgoszcz  | 400 m piani | Batteria   | 47"67       |                  |
| 2004 | Mondiali indoor   | Budapest   | 4 × 400 m   | Bronzo     | 3'10"44     |                  |
| 2005 | Europei indoor    | Madrid     | 400 m piani | Oro        | 45"23       |                  |
| 2007 | Europei indoor    | Birmingham | 400 m piani | Oro        | 42"53       | Record nazionale |
| 2007 | Mondiali          | Osaka      | 400 m piani | Semifinale | 45"37       |                  |
| 2009 | Mondiali          | Berlino    | 400 m piani | 6º         | 45"53       |                  |
| 2010 | Mondiali indoor   | Doha       | 400 m piani | Finale     | dq          |                  |
| 2010 | Europei           | Barcellona | 400 m piani | 5º         | 45"28       |                  |
| 2016 | Europei           | Amsterdam  | 400 m piani | Batteria   | 47"81       |                  |
| 2016 | Europei           | Amsterdam  | 4 × 400 m   | 5º         | 3'04"32     |                  |